# Mozaicul islamic

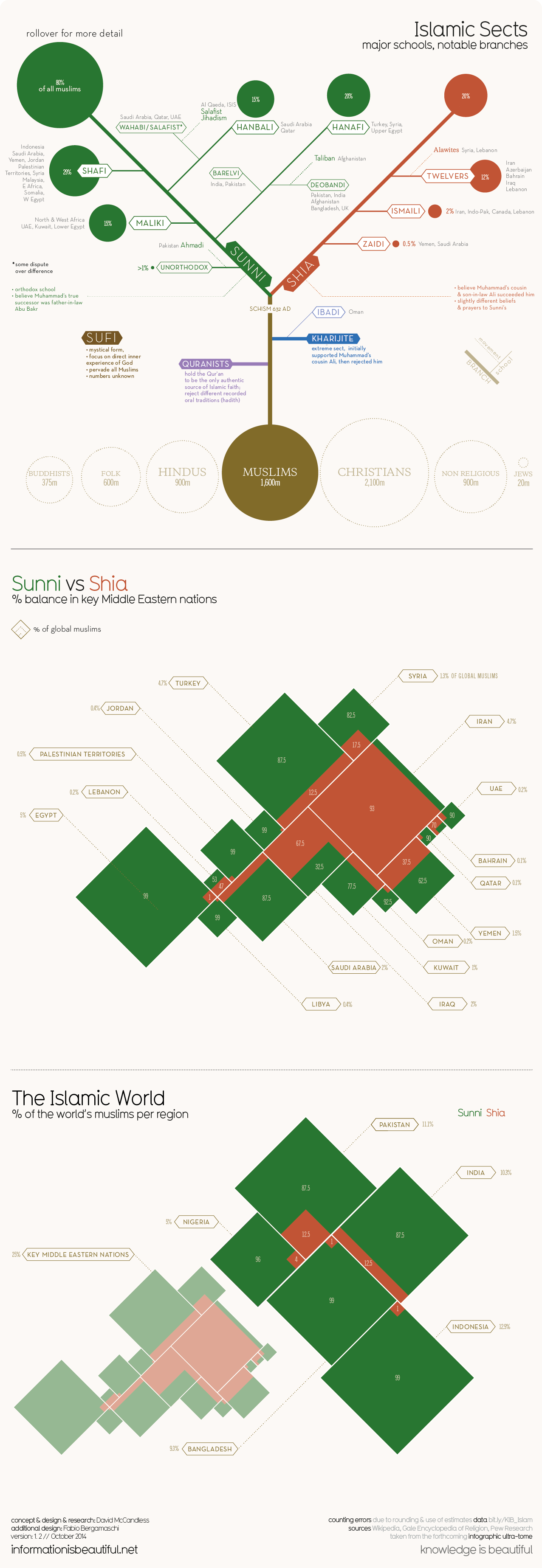
Mozaic islamic: școli juridice și grupuri religioase

Mozaicul islamic reprezintă multitudinea de ramuri, școli de jurisprudență, grupări religioase prezente în Islam. Acestea trebuie luate în considerare în analizarea acestei religii pentru a o putea înțelege și a nu monolitiza această religie. Diferitele facțiuni din cadrul islamului sunt dirijate de principii sau cutume diferite, astfel creându-se un mozaic islamic și un monolit.

## Scurt istoric
Multicularismul promovat de Europa a început să arate influența asupra societății contemporane, fiind subliniată de problema imigranților și de tensiunile din lumea arabă. Ciocnirea civilizațiilor - atât occidentale și islamice - este un subiect prezent în viața noastră de zi cu zi și, de asemenea, în agenda politică.
Islamul este o religie monoteistă fondată de Profetul Muhammad căruia i-a fost revelat Coranul, cartea sfântă a musulmanilor, la începutul secolului al VII-lea, în Peninsula Arabică. Islamul este văzută ca fiind una dintre cele trei religii Abrahamice, alături de iudaism și creștinism.
Dupa moartea Profetului Mohamed, în anul 632, umma (comunitatea) a căutat o altă persoană pntru a-i prelua atribuțiile de lider și pentru a perpetua învățăturile islamice. Abu Bakır, unul dintre primii companionii și ginerele al Profetului a fost ales drept calif, dar o parte din comunitate nu au fost de acord cu acestă succesiune. Oponenții au simțit că poziția de calif trebuiea să fie deținută de cineva cu o legătură de sânge cu Profetul, aceștia considerând că succesiunea de drept ar fi aparținut lui Ali ibn Abi Talib, vărul lui Mohammed, fiul său adoptiv, și soțul fiicei sale Fatimah. Aceste puncte de vedere diferite au dus la primul si cea mai mare schisma în Islam: sunniții, susținători ai lui Abu Bakır și șiiții, susținătorii lui `Ali Ibn Talib. Karijiții sunt, de asemenea, o sectă care a apărut în forma timpurie a Islamului, alături de cele șiite și sunite, după primul război civil cunoscut sub numele de fitnah, (656-661). Această o perioadă de istorie islamică a fost marcată de asasinatele din cele al treilea și al patrulea, califi Uthman si Ali, primul ucis de musulmanii (egipteni) nemulțumiți de reformele socio-economice aplicate, iar al doilea ucis din răzbunate de către un Karijit.

## Influența sufismului în Islam
O influiență deosebită în special asupra ramurii șiite cât și asupra ramurii sunite, dar în cea din urmă într-o mai mică măsură, este reprezentată de curentul sufit, sau cu alte cuvinte misticismul religios. Principiile acestui curent se bazeză pe ideia că, pentru a ajunge la adevărurile conoașterii, trebuie urmată și căutată calea nevăzută prin perfecționarea virtuțiilor spirituale și legătura dintre ființă și corp prin prin meditație. Cu alte cuvinte, sufismul, este calea prin care corpul se purifcă de dorințele lumești, sufletul se ridică la un nivel superior, spre atingerea perfecțiunii și maturității spirituale. Sufismul a fost materializat în doctrină și principiile au fost închegate de Hüccetü’l-İslâm Ebû Hâmid Muhammed bin Muhammed bin Muhammed bin Ahmed el-Gazzâlî et-Tûsî cunoscut sub numele scurt de Ghazali și de Abd el-Kerīm ibn Hūzān Ebū'l-Kāsım el-Kușeyrī el-Neyșābūrī, cunoscut sub numele de Kușeyrî.

### Mozaicul uman
Orientul Mijlociu, zona cu cea mai mare concentrație a musulmanilor se distinge prin diversitate culturală și etnică. Referirea la acestă diversitate se face, în general, prin folosirea expresiei „mozaic uman”, reprezentând produsul unui lung proces istoric. Aproape fiecare țară din regiunea Orientului Mijlociu are comunități locale și grupuri distincte de restul socității în ansamblu, fiind recunoscute ca atare în comunitatea din care fac parte. De fapt, recunoașterea și acceptarea diferențelor comunitare sau etnice a fost componenta de bază a organizării sociale și politice în Orientul Mijlociu.
Islamul este mai mult divers decât omogen și diversitatea islamului, poate fi înțeleasă, luând în calcul faptul că 1,2 miliarde de oameni din fiecare rasă sunt musulmani, din China până în Senegal, din fosta Uniune Sovietică până în Nigeria din care șapte milioane în Europa și alte câteva milioane în America.